# Jeanette Spassova

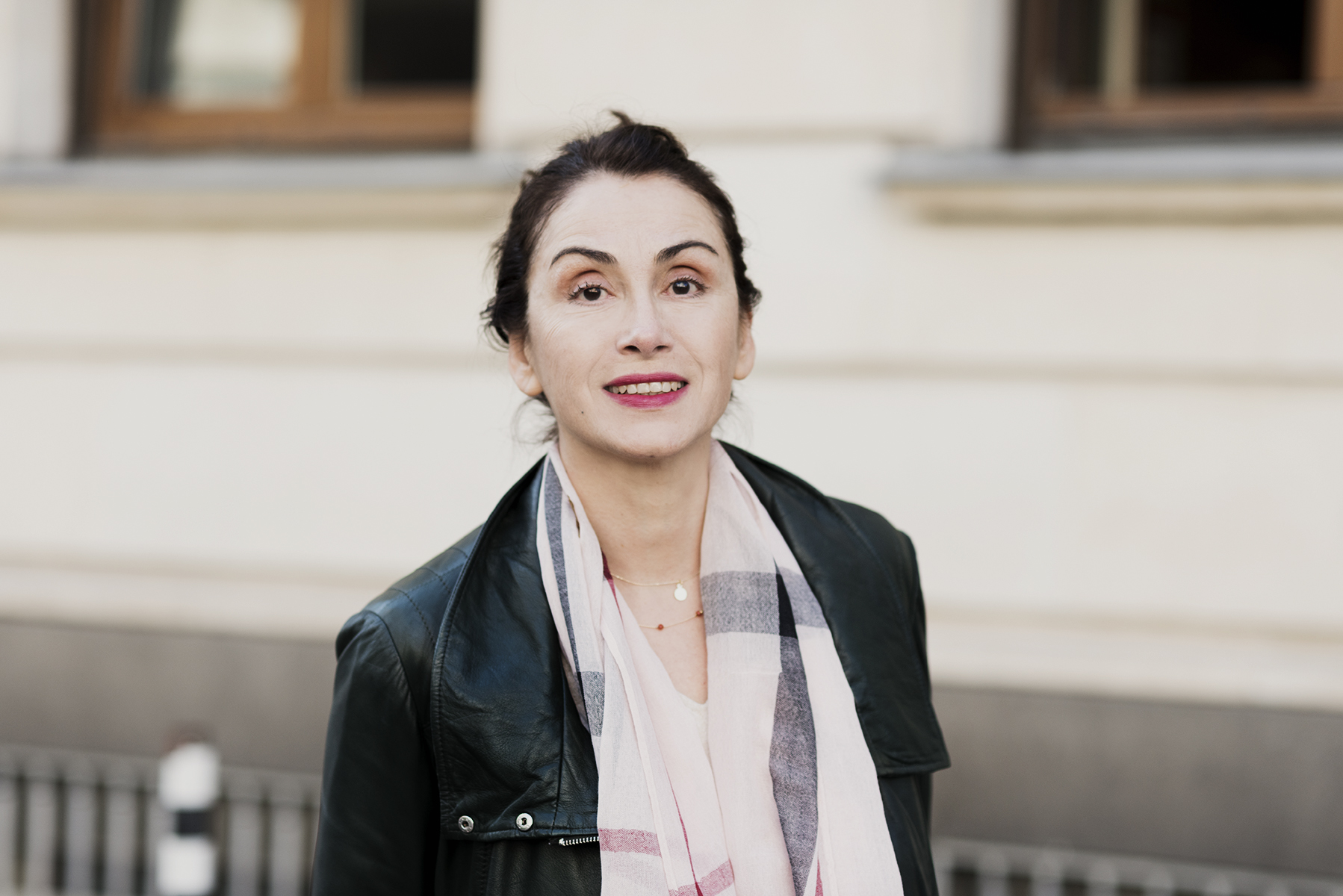
Jeanette Spassova 2019

Jeanette Spassova (bulgarisch Жанет Спасова, * 27. Januar 1962 in Plowdiw, Bulgarien) ist eine deutsche Schauspielerin bulgarisch-armenischer Herkunft.

## Leben und Werk
Die Tochter des Schauspielers und Theaterintendanten Vassil Spassov und seiner Frau Teresa Azaryan, Schwester des Regisseurs Krikor Azaryan, wuchs in Sofia auf. Sie absolvierte dort das deutschsprachige Galabow-Gymnasium und studierte Schauspiel an der Nationalen Akademie für Theater- und Filmkunst „Krastjo Sarafow“. Während des Studiums lernte Spassova den Autor und Regisseur Ivan Stanev kennen. Sie gehörte zu den Gründungsmitgliedern seiner ersten Theatergruppe und entwickelte mit ihm eine eigenständige Theatersprache, die bei der Zensurbehörde im damaligen Ostblockstaat Bulgarien für viel Aufregung sorgte und Stanev vorübergehend ein Berufsverbot einbrachte.
1987 trat Spassova ein Engagement am Staatstheater Sofia an, wo sie in der Rolle der Marie in Stanevs Inszenierung Die Wunde Woyzeck debütierte. 1988 wurde die Inszenierung von Heiner Müller nach West-Berlin eingeladen. Nach dem Gastspiel im Rahmen der Heiner-Müller Werkschau kehrte Stanev nicht mehr nach Bulgarien zurück. 1989 lud er Spassova nach München ein, wo sie im Studiotheater München die Hauptrolle in Stanevs Collage Betrogen/Gestern nach einem sonnigen Nachmittag übernahm.
1990 zog Jeanette Spassova nach Berlin, gründete mit Stanev eine freie internationale Theatergruppe und trat zuerst im Hebbel-Theater und Podewil auf.
1996 wurde sie an die Volksbühne am Rosa-Luxemburg-Platz engagiert und wirkte bis 2000 in zahlreichen Inszenierungen von Frank Castorf, Christoph Marthaler, Penelope Wehrli u. a. mit. Im Anschluss arbeitete Spassova als freie Schauspielerin in Basel (Theater Basel), München (Münchner Kammerspiele), Salzburg (Salzburger Festspiele) und setzte ihre Zusammenarbeit mit Ivan Stanev und seinem Ensemble in Berlin und Frankreich fort.
2004 kehrte sie an die Berliner Volksbühne zurück, wo sie bis 2017 als festes Ensemblemitglied blieb.
Neben der Arbeit am Theater wirkte Spassova in vielen Hörspielen und Hörbüchern mit.
Als Filmschauspielerin war sie zuerst in Tom Toelles Bismarck, in Stanevs Villa dei Misteri und Luxor Las Vegas und in Castorfs Dämonen und Der Idiot zu sehen.
2012 übernahm Spassova die Hauptrolle im bulgarischen Spielfilm Az sum Ti (englisch I am You) und wurde für ihre Darstellung mehrfach ausgezeichnet. 2013 wurde der Film Az sum Ti im Wettbewerb des 16. Shanghai Filmfestivals gezeigt.

## Theaterarbeiten (Auswahl)
- 1989: Betrogen/Gestern an einem sonnigen Nachmittag von Pinter / Müller – Regie: Ivan Stanev
- 1990: Schuld und Bühne von Ivan Stanev – Regie: Ivan Stanev
- 1991: Hermaphroditus von Ivan Stanev – Regie: Ivan Stanev
- 1992: Brüderchen und Schwesterchen von Ivan Stanev – Regie: Ivan Stanev
- 1993: Die Mutter von Witkiewitch – Regie: Peter Staatsmann
- 1995: Die Möwe von Tschechow – Regie: Ivan Stanev
- 1996: Hochzeitsreise von Sorokin – Regie: Frank Castorf
- 1996: Anne Sexton – Regie: Penelope .Wehrli
- 1997: Des Teufels General von Carl Zuckmayer – Regie: Frank Castorf
- 1998: Sprechen/Schweigen nach Ionesco, Wittgenstein – Regie: Ivan Stanev
- 1998: Good night, Ladies nach Shakespeare – Regie: Ivan Stanev
- 1999: Don Juan im Kumpelnest 2000 von Ivan Stanev – Regie: Ivan Stanev
- 1999: Dämonen von Dostojewski – Regie: Frank Castorf
- 2000: Le Bleu du ciel von George Bataille – Regie: Ivan Stanev
- 2001: Erniedrigte und Beleidigte von Dostojewski – Regie: Frank Castorf
- 2001: Macbeth von Shakespeare – Regie: Calixto Bieito
- 2001: Glaube Liebe Hoffnung von Horváth – Regie: Albrecht Hirche
- 2002: Der Idiot von Dostojewski – Regie: Frank Castorf
- 2002: Luxor Las Vegas von Ivan Stanev – Regie: Ivan Stanev[5]
- 2004: Kokain von Pitigrilli – Regie: Frank Castorf
- 2004: Meine Schneekönigin von Andersen – Regie: Frank Castorf
- 2004: Hollywood forever von Ivan Stanev – Regie: Ivan Stanev
- 2005: Schuld und Sühne von Dostojewski – Regie: Frank Castorf
- 2006: Im Dickicht der Städte von Brecht – Regie: Frank Castorf
- 2007: De Frau – Regie: Jonathan Meese
- 2008: Maßnahme/Mauser von Brecht, Müller – Regie: Frank Castorf
- 2008: Kean von Dumas – Regie: Frank Castorf
- 2009: Mord im Burgtheater von Ivan Stanev – Regie: Ivan Stanev
- 2010: Nach Moskau, nach Moskau von Tschechow – Regie: Frank Castorf
- 2012: Fucking Liberty von Ulli Lommel – Regie: Ulli Lommel
- 2014: Bitte bei TOTLEBEN klingeln – Text, Regie: Ivan Stanev
- 2015: Kaputt von Malaparte – Regie Frank: Castorf
- 2015: Verbrennung von Wajdi Mouawad – Regie: Carolin Mylord
- 2016: Locus Solus von Raymond Roussel – Regie: Christof Garbaczewski
- 2017: Die Reise nach Petuschki von Wenedikt Jerofeev, Volksbühne Berlin – Regie: S.Klink
- 2017: Scherzo di Follia, freie Theaterproduktion Berlin – Text und Regie: Ivan Stanev
- 2017: Das Milieu der Toten, Stimme, Produktion: Mobile Akademie, Theater der Welt
- 2018: Liberté, Volksbühne Berlin; Text, Regie: Albert Serra
- 2018: Place Fantôme, Hauptstadtkulturfonds Berlin; Text, Regie: Ivan Stanev
- 2022: Heldenplatz, Münchner Kammerspiele, Regie: Falk Richter
- 2024: Schmeiss die Oma aus dem Zug, Volksbühne Berlin, Regie: S.Rieger

## Hörspiele und Hörbücher
- Solea von Izzo – Regie: Ulrich Gerhardt, DLR Kultur 2003
- Zwei sehr ernsthafte Damen von Bowles – Regie: Heike Tauch, DLR Kultur, 2005
- Mosaik von Beyer – Regie: Klaus Buhlert, HR/DLF 2005, Hörspiel des Monats November 2005, Hörspiel des Jahres 2005
- Stilleben in einem Graben von Paradino – Regie: Steffen Moratz, MDR, 2006
- Urfaust von Goethe – Regie: Leonhard Koppelmann, Hörbuch Argon Verlag, 2007
- Kurze Geschichte des Traktors auf Ukrainisch von Levicka – Regie: Oliver Sturm, MDR Figaro
- Schöne Aussicht von  Röhrig – Regie: Götz Fritsch, MDR 2008
- Ein Held unserer Zeit von Lermontow, Regie: Oliver Sturm, HR/SWR/DLF 2008
- Der Mann ohne Eigenschaften von Robert Musil – Regie: Klaus Buhlert, BR
- Der Schlafwandler von Hermann Broch – Regie: Klaus Buhlert, BR
- Der Process von Franz Kafka – Regie: Klaus Buhlert, BR 2011,[6] Hörspiel des Monats Dezember, 2010
- Galaveranstaltung von David Mairowitz – Regie David Mairowitz, RBB 2016
- Das Ende der Paraden von Ford Madox Ford – Regie: Klaus Buhlert, BR 2017
- Echokammer Text, Regie: David Lindemann Deutschlandfunk Kultur 2024
- " Die Erschöpften" Text, Regie: Oliver Sturm, NDR 2024
- " Die Angestellten" Text: Olga Ravn, Regie: Henri Hüster, Deutschlandfunk Kultur 2025

## Filmografie (Auswahl)
- 1990: Bismarck – Regie: Tom Toelle
- Villa dei Misteri – Buch, Regie: Ivan Stanev
- Luxor Las Vegas – Buch, Regie: Ivan Stanev
- 2000: Dämonen (Dostojewski – Regie: Frank Castorf)
- 2002: Der Idiot (Dostojewski – Regie: Frank Castorf)
- 2012: Az sum ti (I am You) – Regie: Petar Popzlatev
- 2016: Moghen Paris – Regie Katharina Copony
- 2017: Kundschafter des Friedens – Robert Thalheim
- 2021: Das Privileg – Regie Katharina Schöne und Felix Fuchssteiner
- 2021: Tatort: Macht der Familie – Regie: Niki Stein
- 2022: Rabiye Kurnaz gegen George W. Bush – Regie: Andreas Dresen
- 2022: Tatort: Das Mädchen, das allein nach Haus’ geht (Fernsehreihe)

## Auszeichnungen
- Golden Rose (Zlatna Rosa), Varna 2013
- Bulgarian Film Academy, Best Actress 2013